# Wojna żeńsko-męska
Wojna żeńsko-męska – polski film komediowy w reżyserii Łukasza Palkowskiego. Premiera odbyła się 25 lutego 2011.
Okres zdjęciowy trwał od 25 maja do 10 lipca 2010.

## Twórcy
- Reżyseria: Łukasz Palkowski
- Scenariusz: Hanna Samson
- Producent: Mariusz Łukomski
- Koproducent: Daniel Markowicz, Wojciech Pałys
- Produkcja: Monolith Films
- Zdjęcia: Paweł Dyllus
- Kierownictwo produkcji: Wiesław Łysakowski

## Obsada
- Maja Bohosiewicz jako Julka Patrycka
- Sonia Bohosiewicz jako Barbara Patrycka
- Tomasz Karolak jako Ogr
- Wojciech Mecwaldowski jako Pe
- Zofia Czerwińska jako Staruszka
- Aki Jones jako Murzyn
- Joanna Sydor-Klepacka jako Sekretarka
- Bohdan Łazuka jako ojciec Basi
- Aleksandra Kisio jako Ewa
- Anna Prus jako Lena
- Violetta Arlak jako Wizażystka/Kioskarka/Stylistka
- Grażyna Szapołowska jako Beba
- Tomasz Kot jako Prezes
- Krzysztof Stelmaszyk jako Diabeł Tasmański
- Krzysztof Ibisz jako Ormel
- Tamara Arciuch jako Sekretarka
- Grażyna Wolszczak jako Bardzo Ważna Osoba z TV
- Artur Łodyga jako redaktor
- Monika Fronczek jako lekarka
- Rafał Zawierucha jako kolega Julki
- Sylwia Juszczak jako lekarka
- Waldemar Czyszak jako Jan Aleśniak
- Mariusz Drężek jako Wojtek Niewierzejski
- Adam Pater
- Marcin Wolski jako prezydent RP